# Geoengenharia
A engenharia climática ou a intervenção climática, comumente chamada de geoengenharia, é a intervenção deliberada e em grande escala no sistema climático da Terra, geralmente com o objetivo de mitigar os efeitos adversos do aquecimento global, com consequências ainda não explicadas. A engenharia climática é um termo genérico para medidas que se enquadram principalmente em duas categorias: remoção de gases de efeito estufa e gerenciamento de radiação solare e outros com contornos ainda não enumerados. Abordagens para remoção de gás de efeito estufa, das quais a remoção de dióxido de carbono representa a subcategoria mais proeminente, aborda a causa do aquecimento global removendo gases de efeito estufa da atmosfera. O gerenciamento da radiação solar tenta compensar os efeitos dos gases do efeito estufa, fazendo com que a Terra absorva menos radiação solar.
As abordagens de engenharia climática são às vezes vistas como opções adicionais potenciais para limitar as mudanças climáticas ou seus impactos, juntamente com a mitigação e a adaptação e pode ter consequências não previsíveis pela ciência. Existe um consenso substancial entre os cientistas de que a engenharia climática não pode substituir a mitigação das mudanças climáticas. Algumas abordagens podem ser usadas como medidas de acompanhamento para cortes acentuados nas emissões de gases de efeito estufa. Dado que todos os tipos de medidas para lidar com as mudanças climáticas têm limitações econômicas, políticas ou físicas, algumas abordagens de engenharia climática podem eventualmente ser usadas como parte de um conjunto de medidas, que podem ser referidas como restauração climática no ponto de vista teórico. Pesquisas sobre custos, benefícios e vários tipos de riscos da maioria das abordagens de engenharia climática estão em um estágio inicial e sua compreensão precisa melhorar para avaliar sua adequação e viabilidade.
Quase todas as pesquisas sobre o manejo da radiação solar têm consistido, até o momento, em modelagem computacional ou testes de laboratório, e uma tentativa de mudar para a experimentação ao ar livre provou ser controversa. Algumas práticas de remoção de dióxido de carbono, como reflorestamento, restauração de ecossistemas e bioenergia com projetos de captura e armazenamento de carbono, estão em andamento de forma limitada. Sua escalabilidade para efetivamente afetar o clima global é, no entanto, debatida, nomeadamente a utilização da aviação civil e comercial para usos de atividades de geoengenharia. A fertilização do ferro nos oceanos foi investigada em estudos de pesquisa de pequena escala. Esses experimentos provaram ser controversos. O World Wildlife Fund criticou essas atividades.
A maioria dos especialistas e dos principais relatórios desaconselha a utilização de técnicas de engenharia climática como principal solução para o aquecimento global, em parte devido às grandes incertezas sobre a efetividade e os efeitos colaterais. No entanto, a maioria dos especialistas também argumenta que os riscos de tais intervenções devem ser vistos no contexto dos riscos de um aquecimento global perigoso. Intervenções em larga escala podem representar um risco maior de interrupção dos sistemas naturais, resultando em um dilema de que essas abordagens, que podem ser altamente eficazes em lidar com riscos climáticos extremos, podem causar riscos substanciais. Alguns sugeriram que o conceito de engenharia do clima apresenta o chamado "risco moral", pois poderia reduzir a pressão política e pública para a redução de emissões, o que poderia exacerbar os riscos climáticos gerais; outros afirmam que a ameaça da engenharia climática poderia estimular o corte de emissões. Alguns são a favor de uma moratória em testes externos e implantação de gerenciamento de radiação solar (GRS).

## Geral
No que diz respeito ao clima, a geoengenharia é definida pela Royal Society como "... a intervenção deliberada em grande escala no sistema climático da Terra, a fim de moderar o aquecimento global" .
Várias organizações têm investigado a engenharia climática com vistas a avaliar seu potencial, incluindo o Congresso dos EUA, a Academia Nacional de Ciências, a Royal Society, e o Parlamento do Reino Unido. A Conferência Internacional de Asilomar sobre Tecnologias de Intervenção Climática foi convocada para identificar e desenvolver diretrizes de redução de risco para a experimentação de intervenção climática.
Algumas organizações ambientais (como a Friends of the Earth e a Greenpeace) relutam em endossar a gestão da radiação solar, mas muitas vezes são mais favoráveis a alguns projetos de remoção de dióxido de carbono, como reflorestamento e restauração de turfeiras. Alguns autores argumentam que qualquer apoio público à engenharia climática pode enfraquecer o frágil consenso político para reduzir as emissões de gases de efeito estufa.

## Histórico
O relatório de 1965, "Restaurando a Qualidade do Meio Ambiente", do Comitê Consultivo Científico do Presidente dos EUA, Lyndon B. Johnson alertou para os efeitos nocivos das emissões de combustíveis fósseis. O relatório também mencionou "deliberadamente provocar mudanças climáticas contrárias", incluindo o albedo, ou refletividade, da Terra." Teller et al. 1997 sugeriu a pesquisa e implantação de partículas reflexivas, para reduzir a radiação solar, e assim cancelar os efeitos da queima de combustível fóssil.

## Estratégias Propostas
Várias estratégias de engenharia climática foram propostas. Documentos do IPCC detalham várias propostas notáveis. Estes caem em duas categorias principais: gerenciamento de radiação solar e remoção de dióxido de carbono.

### Gestão de radiação solar
Técnicas de gerenciamento de radiação solar (GRS) buscariam reduzir a luz solar absorvida (ultravioleta, próximo de infravermelho e visível). Isso seria conseguido desviando a luz solar da Terra, ou aumentando a refletividade (albedo) da atmosfera ou da superfície da Terra. Esses métodos não reduziriam as concentrações de gases de efeito estufa na atmosfera e, portanto, não buscariam resolver problemas como a acidificação oceânica causada pelo CO2. Em geral, os projetos de gerenciamento de radiação solar atualmente parecem poder ter efeito rapidamente e ter custos de implementação diretos muito baixos em relação aos cortes de emissões de gases de efeito estufa e remoção de dióxido de carbono. Além disso, muitos métodos de GRS propostos seriam reversíveis em seus efeitos climáticos diretos.
Métodos de gerenciamento de radiação solar podem incluir:
- Na superfície: por exemplo, proteger ou expandir o gelo marinho polar e as geleiras, usando materiais de cobertura de cor clara, tentando mudar o brilho dos oceanos ou cultivando culturas de alto albedo.
- Na troposfera: por exemplo, o brilho das nuvens marinhas, que borrifaria a água do mar para branquear as nuvens e, assim, aumentar a refletividade das nuvens.
- Na atmosfera superior : criação de aerossóis reflexivos, como aerossóis de sulfato estratosférico, aerossóis auto-levíticos especificamente projetados,[25] ou outras substâncias.
- No espaço: guarda-sol espacial - obstruindo a radiação solar com espelhos espaciais, poeira,[26] etc.

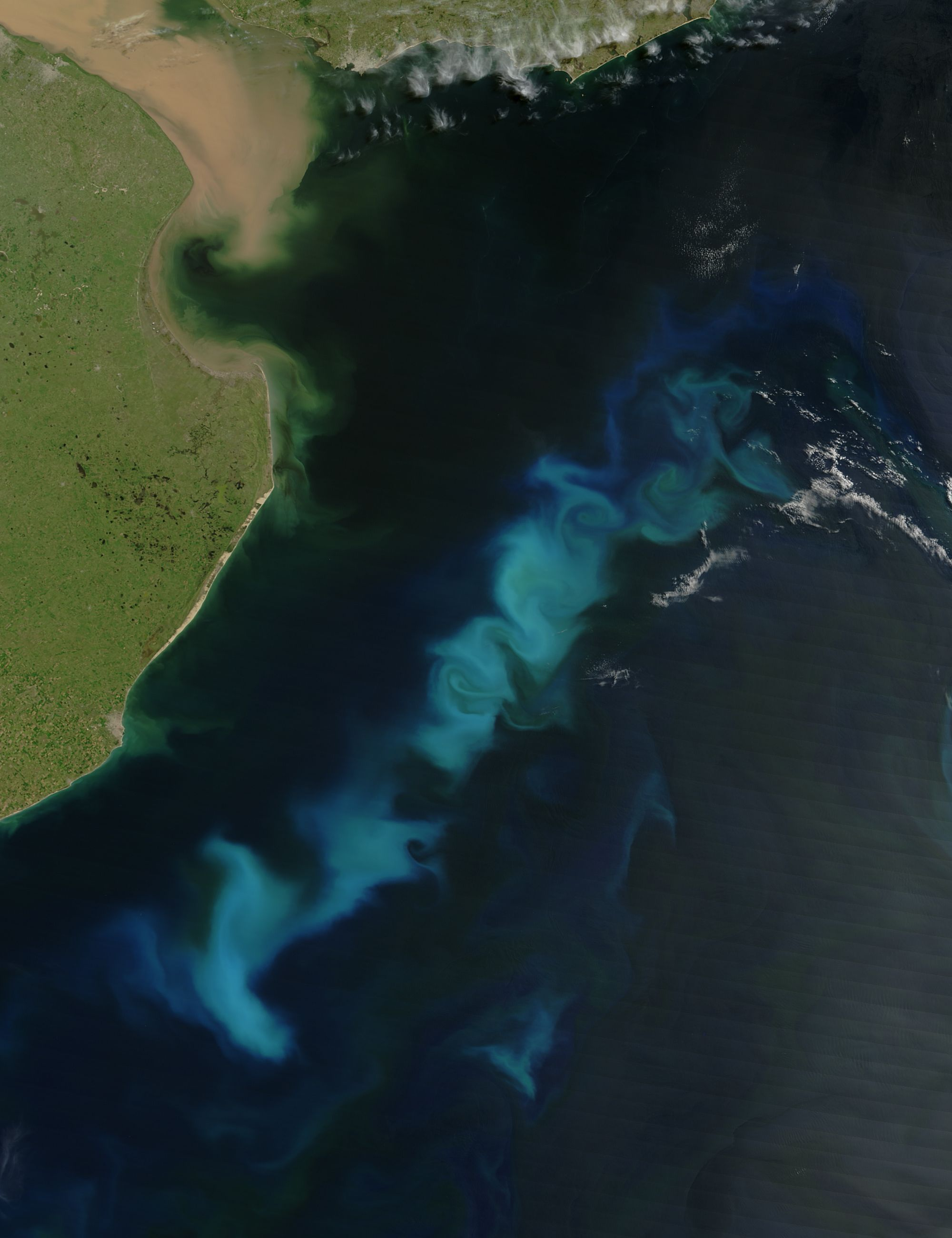
Um florescimento do fitoplâncton oceânico no Oceano Atlântico Sul, na costa da Argentina. O objetivo da fertilização do ferro oceânico, em teoria, é aumentar esses organismos adicionando um pouco de ferro, que então extrairia carbono da atmosfera e fixaria-o no fundo do mar

### Remoção de dióxido de carbono
Projetos de remoção de dióxido de carbono (às vezes conhecidos como tecnologias de emissões negativas ou remoção de gases do efeito estufa) buscam remover o dióxido de carbono da atmosfera. Os métodos propostos incluem aqueles que removem diretamente esses gases da atmosfera, bem como métodos indiretos que buscam promover processos naturais que sequestram o CO2 (por exemplo, o plantio de árvores). Muitos projetos se sobrepõem aos projetos de captura e armazenamento de carbono e podem não ser considerados como engenharia climática. Técnicas nesta categoria incluem:
- Bioenergia com captura e armazenamento de carbono para sequestrar carbono e simultaneamente fornecer energia
- Captura de ar de carbono para remover o dióxido de carbono do ar ambiente
- Florestamento, reflorestamento e restauração florestal para absorver o dióxido de carbono
- Adubação oceânica incluindo fertilização de ferro dos oceanos

Muitas das projeções do modelo IPCC para manter a temperatura média global abaixo de 2°C baseiam-se em cenários que pressupõem a implantação de tecnologias de emissões negativas.

## Justificativa

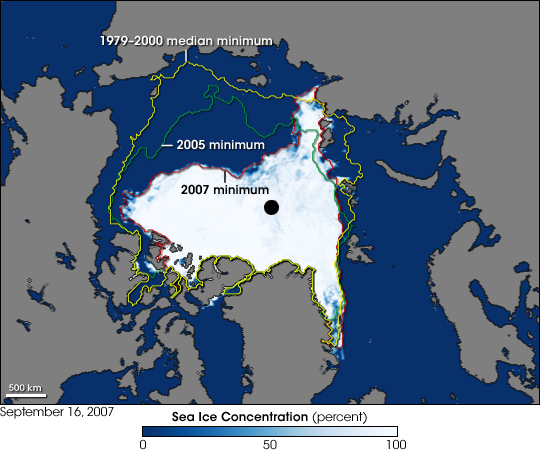
Redução significativa no volume de gelo no Oceano Ártico no intervalo entre 1979 e 2007

### Pontos de tombamento e feedback positivo
Mudança climática nos últimos 65 milhões de anos. O Máximo Térmico do Paleoceno-Eoceno é rotulado como PETM.
Argumenta-se que a mudança climática pode cruzar os pontos de inflexão, onde elementos do sistema climático podem "pular" de um estado estável para outro estado estável, muito parecido com um vidro virado. Quando o novo estado é atingido, o aquecimento adicional pode ser causado por efeitos positivos de feedback. Um exemplo de uma cadeia causal proposta que leva a mais aquecimento é o declínio do gelo marinho do Ártico, potencialmente desencadeando a subsequente liberação de metano oceânico. Evidências sugerem uma liberação gradual e prolongada de gases do efeito estufa pelo degelo do permafrost.
A identificação precisa de tais "pontos de inflexão" não é clara, com os cientistas tendo visões diferentes sobre se sistemas específicos são capazes de "derrubar" e o ponto em que essa "inclinação" irá ocorrer. Um exemplo de um ponto de inflexão anterior é o que precedeu o rápido aquecimento que levou ao Máximo Termal do Paleoceno-Eoceno. Uma vez ultrapassado o ponto de inflexão, os cortes nas emissões de gases de efeito estufa antropogênicos não poderão reverter a mudança. A conservação de recursos e a redução das emissões de gases de efeito estufa, usadas em conjunto com a engenharia climática, são, portanto, consideradas uma opção viável por alguns comentadores.

### Tempo de compra
A engenharia climática oferece a esperança de reverter temporariamente alguns aspectos do aquecimento global e permitir que o clima natural seja substancialmente preservado, enquanto as emissões de gases de efeito estufa são controladas e removidas da atmosfera por processos naturais ou artificiais.

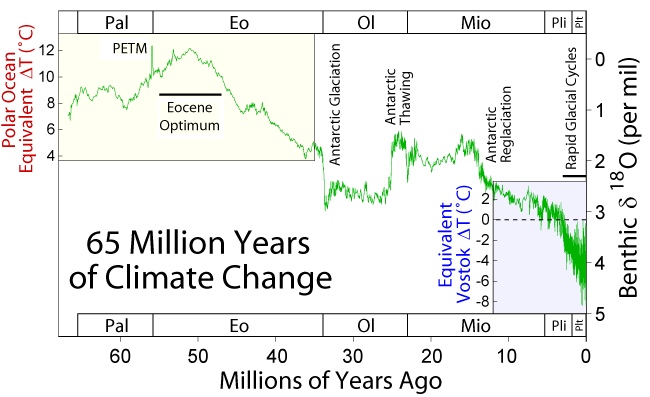
Mudança climática nos últimos 65 milhões de anos. O Máximo Térmico do Paleoceno-Eoceno é rotulado como PETM

### Custos
As estimativas de custos diretos para a implementação de engenharia climática variam amplamente. Em geral, os métodos de remoção de dióxido de carbono são mais caros que os de gerenciamento de radiação solar. Em seu relatório de 2009 Geoengenharia do Clima, a Royal Society julgou o reflorestamento e a injeção de aerossol estratosférica como os métodos com a "maior acessibilidade" (custos mais baixos). Mais recentemente, pesquisas sobre os custos do gerenciamento da radiação solar foram publicadas. Isso sugere que "sistemas bem projetados" podem estar disponíveis para custos da ordem de algumas centenas de milhões a dezenas de bilhões de dólares por ano. Estes são muito inferiores aos custos para alcançar reduções abrangentes nas emissões de CO2. Tais custos estariam dentro do orçamento da maioria das nações e até mesmo de alguns indivíduos ricos.

### Ética e responsabilidade
A engenharia climática representa um esforço intencional em grande escala para modificar o clima. Diferença de atividades como uma combustão de fósseis, uma vez que alteram o clima inadvertidamente. Uma mudança climática intencional é vista de maneira diferente do ponto de vista moral. As razões para isso são as mesmas que o direito de mudar o clima deliberadamente e sob quais condições. Por exemplo, pode separar a energia entre as plantas para minimizar o aquecimento global e fazer o mesmo para otimizar o clima. Além disso, os argumentos são confrontados com as maiores dimensões da visão do mundo, incluindo as siglas sociais e sociais. Isso pode implicar a discussão sobre a engenharia climática e os indicadores de confiança podem influenciar o discurso. Para muitas pessoas, as crenças religiosas são fundamentais na definição do papel dos seres humanos no mundo em geral. As comunidades religiosas podem se apresentar, os primeiros não são uma responsabilidade em administrar o clima, ao ingressar, exibir os sistemas mundiais como um domínio exclusivo de um Criador. Em contraste, outras comunidades religiosas podem ver o papel humano como uma "mordomia" ou um benevolente do mundo. A questão da democracia também é relacionada com as questões de tomada de decisão política. Por exemplo, uma seleção de uma meta de temperatura global pode ser um problema significativo em qualquer regime de governança climática, já que os diferentes países e grupos de interesse são capazes de buscar diferentes temperaturas globais.

### Política
Argumentou-se que, independentemente dos aspectos econômicos, científicos e técnicos, a dificuldade de se alcançar uma ação política concertada sobre o aquecimento global requer outras abordagens. Aqueles que argumentam conveniência política dizem que a dificuldade de alcançar cortes significativos nas emissões e o fracasso efetivo do Protocolo de Kyoto demonstram as dificuldades práticas de se alcançar a redução das emissões de dióxido de carbono pelo acordo da comunidade internacional.

## Riscos e Críticas

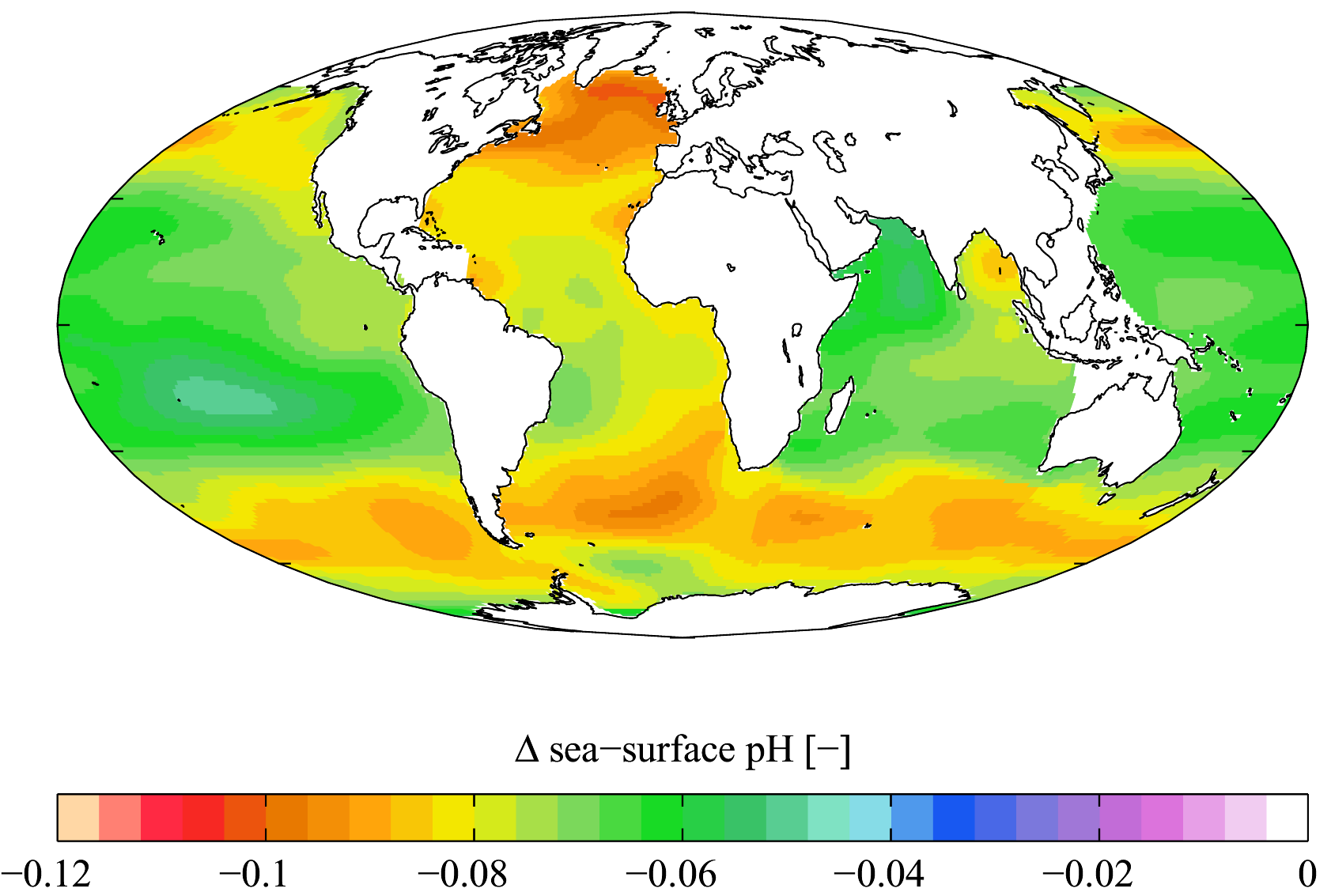
Mudança no pH da superfície do mar causada por CO2 antropogênico entre os anos 1700 e 1990. Esta acidificação oceânica ainda será um grande problema a menos que o CO2 atmosférico seja reduzido

Várias críticas foram feitas à engenharia climática, particularmente métodos de gerenciamento de radiação solar (GRS). A tomada de decisão sofre da intransitividade da escolha de políticas. Alguns comentaristas parecem fundamentalmente opostos. Grupos como o ETC Group e indivíduos como Raymond Pierrehumbert pediram uma moratória nas técnicas de engenharia climática.

### Ineficácia
A eficácia das técnicas propostas pode ficar aquém das previsões. Na fertilização com ferro nos oceanos, por exemplo, a quantidade de dióxido de carbono removida da atmosfera pode ser muito menor do que o previsto, já que o carbono absorvido pelo plâncton pode ser liberado de volta para a atmosfera a partir do plâncton morto, em vez de ser levado para o fundo do solo. mar e sequestrado. Os resultados do modelo de um estudo de 2016 sugerem que as algas em flor podem até acelerar o aquecimento do Ártico.

### Perigo moral ou compensação de risco
A existência de tais técnicas pode reduzir o ímpeto político e social para reduzir as emissões de carbono. Isso geralmente é chamado de risco moral em potencial, embora a compensação de risco possa ser um termo mais preciso. Essa preocupação faz com que muitos grupos ambientalistas e ativistas se mostrem relutantes em defender ou discutir a engenharia climática por medo de reduzir as emissões de gases de efeito estufa. No entanto, várias pesquisas de opinião pública e grupos focais encontraram evidências de qualquer afirmação de um desejo de aumentar os cortes de emissões em face da engenharia climática, ou de nenhum efeito. Outro trabalho de modelagem sugere que a ameaça da engenharia climática pode, de fato, aumentar a probabilidade de redução de emissões.

## Governança
A engenharia climática abre várias questões políticas e econômicas. Os problemas de governança que caracterizam a remoção de dióxido de carbono em comparação com o gerenciamento da radiação solar tendem a ser distintos. As técnicas de remoção de dióxido de carbono são tipicamente lentas para agir, caras e implicam riscos que são relativamente familiares, como o risco de vazamento de dióxido de carbono de formações subterrâneas de armazenamento. Em contraste, os métodos de gerenciamento de radiação solar são de ação rápida, comparativamente baratos e envolvem novos e mais significativos riscos, como rupturas regionais do clima. Como resultado dessas características diferentes, o principal problema de governança para a remoção de dióxido de carbono (como com as reduções de emissões) é garantir que os atores façam o suficiente (o chamado "problema do free rider"), enquanto a principal questão de governança para a radiação solar A administração está garantindo que os atores não façam muito (o problema do "free driver").
A governança doméstica e internacional varia de acordo com o método proposto de engenharia climática. Atualmente, falta uma estrutura universalmente aceita para a regulamentação da atividade de engenharia climática ou da pesquisa. A Convenção de Londres aborda alguns aspectos da lei em relação ao armazenamento de oceanos de biomassa e fertilização oceânica. Cientistas da Oxford Martin School, na Universidade de Oxford, propuseram um conjunto de princípios voluntários, que podem orientar a pesquisa em engenharia climática. A versão curta dos 'Oxford Principles' é:
- Princípio 1: A geoengenharia deve ser regulamentada como um bem público.
- Princípio 2: Participação pública na tomada de decisões de geoengenharia
- Princípio 3: Divulgação de pesquisa em geoengenharia e publicação aberta de resultados
- Princípio 4: Avaliação independente dos impactos
- Princípio 5: Governança antes da implantação

Esses princípios foram endossados pela Câmara dos Comuns do Comitê de Ciência e Tecnologia do Reino Unido sobre “O Regulamento da Geoengenharia”, e foram mencionados por autores discutindo a questão da governança.
A conferência de Asilomar foi reproduzida para lidar com a questão da governança da engenharia climática, e coberta por um documentário de TV, transmitido no Canadá.

## Problemas de implementação
Existe um consenso geral de que nenhuma técnica de engenharia climática é atualmente suficientemente segura ou eficaz para reduzir os riscos das mudanças climáticas, pelas razões listadas acima. No entanto, alguns podem contribuir para reduzir os riscos climáticos em períodos relativamente curtos.
Todas as técnicas de gerenciamento de radiação solar propostas exigem implementação em uma escala relativamente grande, a fim de impactar o clima da Terra. As propostas menos onerosas são orçadas em dezenas de bilhões de dólares anualmente. Os guarda-sóis custariam muito mais. Quem suportaria os custos substanciais de algumas técnicas de engenharia climática pode ser difícil de concordar. No entanto, as propostas mais eficazes de gestão de radiação solar parecem atualmente ter custos diretos de implementação suficientemente baixos, de modo que seria do interesse de vários países isolados implementá-las unilateralmente.
Em contraste, a remoção de dióxido de carbono, como a redução de emissões de gases de efeito estufa, tem impactos proporcionais à sua escala. Essas técnicas não seriam "implementadas" no mesmo sentido que as de gerenciamento de radiação solar. A estrutura problemática da remoção de dióxido de carbono se assemelha à dos cortes de emissões, na medida em que ambos são bens públicos um tanto caros, cuja disposição apresenta um problema de ação coletiva.
Antes de estarem prontos para serem usados, a maioria das técnicas exigiria processos de desenvolvimento técnico que ainda não estão em vigor. Como resultado, muitos projetos de engenharia climática promissores ainda não têm o desenvolvimento de engenharia ou evidência experimental para determinar sua viabilidade ou eficácia.

## Percepção Pública
Em um estudo de grupo focal de 2017 conduzido pelo Instituto Cooperativo de Pesquisa em Ciências Ambientais (CIRES) nos Estados Unidos, Japão, Nova Zelândia e Suécia, os participantes foram questionados sobre opções de sequestro de carbono, propostas de reflexão como espelhos espaciais ou nuvens, e sua maioria respostas poderiam ser resumidas da seguinte forma:
O que acontece se as tecnologias saírem pela culatra com consequências não intencionais?
Essas soluções tratam os sintomas da mudança climática e não a causa?
Não deveríamos apenas mudar nossos padrões de estilo de vida e consumo para combater a mudança climática, tornando a engenharia climática um último recurso?
Não há uma necessidade maior de abordar soluções políticas para reduzir nossas emissões?
Moderadores flutuaram então a ideia de uma futura "emergência climática", como a rápida mudança ambiental. Os participantes sentiram que a mitigação e a adaptação às mudanças climáticas eram opções fortemente preferidas em tal situação, e a engenharia climática era vista como um último recurso.

## Avaliação da Engenharia Climática
A maior parte do que se sabe sobre as técnicas sugeridas é baseada em experimentos de laboratório, observações de fenômenos naturais e em técnicas de modelagem computacional. Alguns métodos de engenharia climática propostos empregam métodos que têm análogos em fenômenos naturais, como aerossóis de enxofre estratosférico e núcleos de condensação de nuvens. Como tal, estudos sobre a eficácia desses métodos podem se basear em informações já disponíveis em outras pesquisas, como a que se seguiu à erupção de 1991 do Monte Pinatubo. No entanto, a avaliação comparativa dos méritos relativos de cada tecnologia é complicada, especialmente dadas as incertezas de modelagem e o estágio inicial de desenvolvimento de engenharia de muitos métodos propostos de engenharia climática.
Relatórios em engenharia climática também foram publicados no Reino Unido pela Instituição de Engenheiros Mecânicos e pela Royal Society. O relatório IMechE examinou um pequeno subconjunto de métodos propostos (captura de ar, albedo urbano e técnicas de captura de CO2 baseadas em algas), e suas principais conclusões foram que a engenharia climática deve ser pesquisada e testada em pequena escala, juntamente com uma descarbonização mais ampla da economia.
A revisão da Royal Society examinou uma ampla gama de métodos de engenharia climática propostos e avaliou-os em termos de eficácia, acessibilidade, pontualidade e segurança (atribuindo estimativas qualitativas em cada avaliação). O relatório dividiu os métodos propostos nas abordagens de "remoção de dióxido de carbono" (CDR) e "gerenciamento de radiação solar" (GRS) que abordam, respectivamente, a radiação de ondas longas e ondas curtas. As principais recomendações do relatório foram que "as Partes da UNFCCC devem fazer esforços crescentes para mitigar e adaptar-se às mudanças climáticas, e em particular para concordar com as reduções de emissões globais", e que "nada agora conhecido sobre as opções de engenharia climática dá qualquer motivo para diminuir esses esforços ". No entanto, o relatório também recomendou que "a pesquisa e o desenvolvimento de opções de engenharia climática devem ser realizados para investigar se métodos de baixo risco podem ser disponibilizados se for necessário reduzir a taxa de aquecimento neste século".
Em um estudo de revisão de 2009, Lenton e Vaughan avaliaram uma série de técnicas propostas de engenharia climática daquelas que sequestram CO2 da atmosfera e diminuem a captura de radiação de ondas longas, para aquelas que diminuem o recebimento de radiação de ondas curtas na Terra. A fim de permitir uma comparação de diferentes técnicas, eles usaram uma avaliação comum para cada técnica com base em seu efeito sobre o forçamento radiativo líquido. Como tal, a revisão examinou a plausibilidade científica dos métodos propostos, em vez de considerações práticas, como viabilidade de engenharia ou custo econômico. Lenton e Vaughan descobriram que "a captação e o armazenamento [aéreo] mostram o maior potencial, combinado com reflorestamento, reflorestamento e produção de bio-char", e observaram que "outras sugestões que receberam considerável atenção da mídia, em particular" tubulações oceânicas "parecem ser ineficaz". Eles concluíram que "a geoengenharia [do clima] é melhor considerada como um complemento potencial para a mitigação das emissões de CO2, e não como uma alternativa a ela".
Em outubro de 2011, um painel do Bipartisan Policy Center publicou um relatório solicitando pesquisas e testes imediatos no caso de "o sistema climático atingir um 'ponto de inflexão' e serem necessárias ações corretivas rápidas".

### Academia Nacional de Ciências
A Academia Nacional de Ciências realizou um projeto de 21 meses para estudar os potenciais impactos, benefícios e custos de dois tipos diferentes de engenharia climática: remoção de dióxido de carbono e modificação de albedo (gerenciamento de radiação solar). As diferenças entre essas duas classes de engenharia climática "levaram o comitê a avaliar os dois tipos de abordagens separadamente em relatórios complementares, uma distinção que espera transpor para futuras discussões científicas e políticas".
De acordo com o estudo de dois volumes divulgado em fevereiro de 2015:
A intervenção climática não substitui as reduções nas emissões de dióxido de carbono e os esforços de adaptação que visam reduzir as consequências negativas da mudança climática. No entanto, quando nosso planeta entra em um período de mudanças climáticas nunca antes experimentado na história humana registrada, cresce o interesse pelo potencial de intervenção deliberada no sistema climático para combater as mudanças climáticas. ... As estratégias de remoção de dióxido de carbono abordam um fator-chave da mudança climática, mas é necessária pesquisa para avaliar completamente se qualquer uma dessas tecnologias poderia ser apropriada para a implantação em grande escala. As estratégias de modificação de albedo podem rapidamente esfriar a superfície do planeta, mas representam riscos ambientais e outros que não são bem compreendidos e, portanto, não devem ser implantados em escalas de alteração climática; mais pesquisas são necessárias para determinar se as abordagens de modificação de albedo poderiam ser viáveis no futuro.
O projeto foi patrocinado pela Academia Nacional de Ciências, pela Comunidade de Inteligência dos EUA, pela Administração Nacional Oceânica e Atmosférica, pela NASA e pelo Departamento de Energia dos EUA.

### Painel Intergovernamental de Mudanças Climáticas
O Painel Intergovernamental sobre Mudanças Climáticas (IPCC) avaliou a literatura científica sobre engenharia climática (referida como "geoengenharia" em seus relatórios), na qual considerou a remoção de dióxido de carbono e a radiação solar separadamente. O seu quinto relatório de avaliação afirma: 
Os modelos sugerem consistentemente que o GRS geralmente reduziria as diferenças climáticas em comparação com um mundo com concentrações elevadas de GEE e sem GRS; no entanto, também haveria diferenças regionais residuais no clima (por exemplo, temperatura e precipitação) quando comparado a um clima sem GEEs elevados ....
Os modelos sugerem que, se os métodos de GRS fossem realizáveis, seriam eficazes no combate a temperaturas crescentes, e seriam menos, mas ainda assim, eficazes no combate a algumas outras mudanças climáticas. O GRS não combateria todos os efeitos das mudanças climáticas, e todos os métodos de geoengenharia propostos também carregam riscos e efeitos colaterais. Consequências adicionais ainda não podem ser antecipadas, já que o nível de conhecimento científico sobre GRS e CDR é baixo. Há também muitas questões (políticas, éticas e práticas) envolvendo a geoengenharia que estão além do escopo deste relatório.